# Limnophora atrithorax
Limnophora atrithorax este o specie de muște din genul Limnophora, familia Muscidae, descrisă de Malloch în anul 1929. Conform Catalogue of Life specia Limnophora atrithorax nu are subspecii cunoscute.